# Basil Beattie
Pour les articles homonymes, voir Beattie.
Basil Beattie, né en 1935 à West Hartlepool, est un artiste britannique dont le travail tourne autour de l'abstraction et qui est connu pour ses formes émotionnelles et gestuelles.

## Biographie
Né à West Hartlepool, au Cleveland, en Angleterre, Beattie fréquente le West Hartlepool College of Art de 1950 à 1955. Il poursuit ses études à la Royal Academy de 1957 à 1961. Il entame ensuite une longue carrière d'enseignant : dans les années 1980 et 1990, Beattie enseigne au Goldsmiths College à Londres. Il prend sa retraite de ce poste en 1998.
Il est sélectionné pour le Jerwood Painting Prize (en) en 1998 et 2001, en plus du prix Charles Woolaston en 2000. Une exposition de peintures réalisées dans les années 1990 a eu lieu à la Tate Britain en 2007 et ses œuvres font partie de la collection permanente de la Tate.
Beattie a vécu dans les années 1970 avec Mavis Cheek (en), plus tard romancière à succès, avec qui il a une fille.